# Kulířov
Kulířov (in tedesco Kulirschow) è un comune della Repubblica Ceca facente parte del distretto di Blansko, in Moravia Meridionale.